# Степанова памятка
«Степа́нова па́мятка» — советский фильм-сказка 1976 года режиссёра Константина Ершова. Экранизация уральских сказов П. П. Бажова «Малахитовая шкатулка», «Каменный цветок», «Медной горы хозяйка», «Горный мастер» и других.

## Краткий сюжет
Медленно совершается обряд посвящения Степана: Хозяйка Медной горы передаёт ему серп, прикрывает Степан серпом глаза, повторяет беззвучно клятву. Дан обет, произнесено заклинание — человек принял на себя тяжёлый труд и муку таланта, ответственность за свои дела.Ирина Шилова
Так начинается фильм о талантливом рудознатце Степане, его любви к хозяйке Медной горы, открывшей перед Степаном мир «души камня». Эта любовь преобразила и погубила его. Но «Степанова памятка» — дочь мастера Танюша — унаследовала от отца гордый характер, талант и упорство. Девушка с молодым барином Турчаниновым поехала в Петербург, чтобы увидеть созданную Степаном Малахитовую комнату — и выполнить тем самым завет отца.

## В ролях
- Лариса Чикурова — Хозяйка Медной горы
- Геннадий Егоров — Степан Петрович, мастер-рудознатец
- Ирина Губанова — Настя Егоровна, жена Степана
- Наталья Андрейченко — Танюша, дочь Степана
- Игорь Костолевский — Василий Саввич Турчанинов, барин, влюблённый в Танюшу
- Лев Круглый — Северьян Назарович, барский приказчик на прииске
- Дима Дымов — Мелеша, сын Степана
- Игорь Ефимов — Парфён Семёнович, мастеровой, новый приказчик
- Борис Аракелов — слуга Парфёна
- Михаил Светин — Димитрий, швейцар в царском дворце
- Аркадий Трусов — рудокоп
- Виктор Чекмарёв — Савва Турчанинов, барин, владелец приисков
- Николай Кузьмин — рудокоп с серьгой (нет в титрах)

## Съёмочная группа
- Авторы сценария — Константин Ершов, Глеб Панфилов

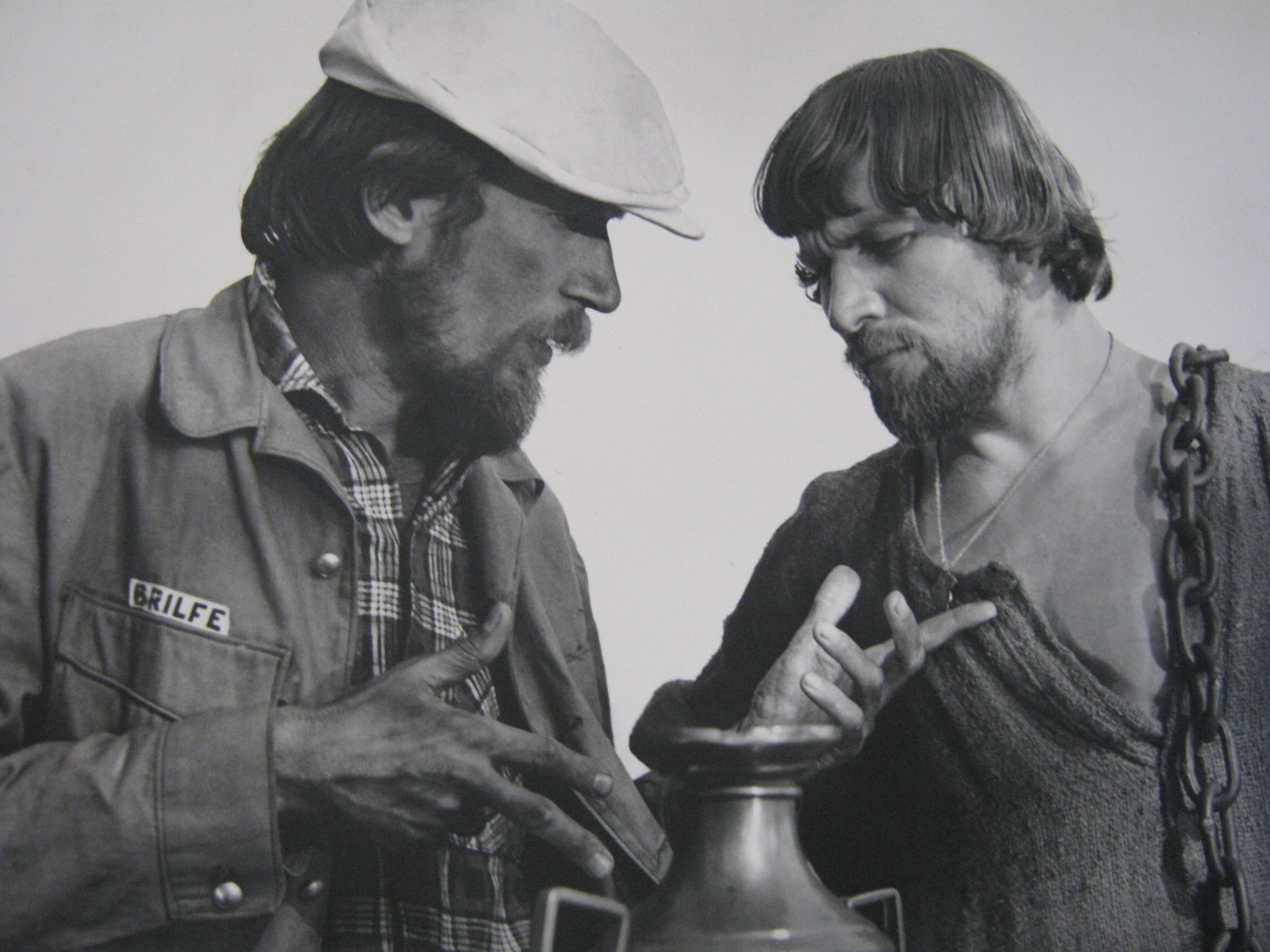
Автор сценария, режиссёр-постановщик Константин Ершов и исполнитель роли Степана Геннадий Егоров

- Режиссёр-постановщик — Константин Ершов
- Оператор-постановщик — Евгений Шапиро
- Композитор — Вадим Биберган
- Художники-постановщики: Владимир Костин, Валерий Кострин
- Звукооператор — Г. Корховой
- Режиссёр — В. Терентьев
- Операторы: В. Марков, А. Горьков
- Художник по костюмам — Г. Антипина
- Художники-гримёры: Л. Компанеец, В. Савельев
- Художники-декораторы: Р. Штиль, Э. Исаев
- Монтажёр — М. Амосова
- Ассистенты оператора: А. Карелин, С. Никифоров
- Ассистенты режиссёра: Н. Гамзина, В. Томах
- Директор картины — А. Бояринов

## Художественные особенности
Режиссёр К.Ершов, желая отойти от традиционного отношения к легендарно-сказочному материалу, видел свою главную задачу в создании не некоего условного сказочного «действа», а произведения в основе своей реалистического, - с подлинной правдой характеров, быта и нравов эпохи крепостного права. Это закономерное решение, ибо сказы Бажова основаны на устных преданиях горнорабочих и старателей, воссоздающих реальную атмосферу того времени.
Главной удачей фильма является поэтическое, очень близкое по духу к  бажовской концепции, воплощение темы большой и трагической любви Степана и Хозяйки Медной горы. В лирическом дуэте первое место принадлежит Геннадию Егорову. Это подлинная удача молодого актёра, дебютанта в кинематографе. Он сыграл роль Степана с подкупающей искренностью, создав образ человека недюжинного, отмеченного печатью таланта. Примечательно, что в фильме показан духовный рост героя, развитие характера во времени. Степан в начале фильма и в конце своего жизненного пути – это как бы два человека.Гали Ермакова
Геннадий Егоров:
После фильма зрители меня ещё долго называли «Степаном». Значит, вжился,  врос в роль. В  память о картине, о работе над ролью уральского мастера-камнереза Степана я бережно храню малахитовый перстень, подаренный съёмочной группой по случаю окончания работы над фильмом и моего дня рождения. Мне исполнилось тогда 26 лет.